# Лилия мозолистая
Лилия мозолистая (лат. Lilium callosum) — вид многолетних травянистых растений рода Лилия (Lilium) семейства Лилейные (Liliaceae).

## Ботаническое описание
Стебли высотой до 1 м, в нижней части без листьев. Луковица достигает 2,5 см в высоту, белого цвета, широкояйцевидной формы.
Листья очередные, линейной формы, до 13 см длиной и около 0,8 см шириной.
В одной кисти до 10 цветков. Цветки поникающие, оранжево-красного цвета, не широко открытые. Листочки околоцветника до 4,5 см длиной, около 0,7 см шириной. Столбик пестика не длиннее завязи.
Плод — продолговато-овальная коробочка до 4 см длиной, около 2 см шириной.
Цветёт в июле—августе, плодоносит в сентябре—октябре.

## Распространение
Произрастает в Приморском крае и на юге Хабаровского края, встречается в Китае и Северной Корее.

## Классификация

### Таксономия
Вид Лилия мозолистая входит в род Лилия (Lilium) семейства Лилейные (Liliaceae) порядка Лилиецветные (Liliales).
|  |                                      |  |                                                             |                                                             |                    |  | ещё 9 семейств (согласно Системе APG II) | ещё 9 семейств (согласно Системе APG II) |                      |  |  |  | ещё более 110 видов |
|  |                                      |  |                                                             |                                                             |                    |  | ещё 9 семейств (согласно Системе APG II) | ещё 9 семейств (согласно Системе APG II) |                      |  |  |  | ещё более 110 видов |
|  |                                      |  |                                                             | порядок Лилиецветные                                        |                    |  |                                          |                                          | род Лилия            |  |  |  |                     |
|  |                                      |  |                                                             | порядок Лилиецветные                                        |                    |  |                                          |                                          | род Лилия            |  |  |  |                     |
|  | отдел Цветковые, или Покрытосеменные |  |                                                             |                                                             | семейство Лилейные |  |                                          |                                          | вид Лилия мозолистая |  |  |  |                     |
|  | отдел Цветковые, или Покрытосеменные |  |                                                             |                                                             | семейство Лилейные |  |                                          |                                          |                      |  |  |  |                     |
|  |                                      |  | ещё 44 порядка цветковых растений (согласно Системе APG II) | ещё 44 порядка цветковых растений (согласно Системе APG II) |                    |  |                                          | ещё 16 родов                             | ещё 16 родов         |  |  |  |                     |
|  |                                      |  |                                                             | ещё 44 порядка цветковых растений (согласно Системе APG II) |                    |  |                                          |                                          | ещё 16 родов         |  |  |  |                     |